# Ringwall Hünerberg
Bei dem Ringwall Hünerberg handelt es sich um eine vermuteterweise fränkische frühmittelalterliche Ringwallanlage auf dem 375 m ü. NHN hohen Hünerberg bei Kronberg-Oberhöchstadt im hessischen Hochtaunuskreis. Alten Sagen nach wurde der Wall einst von Hünen errichtet.

## Lage und Beschreibung

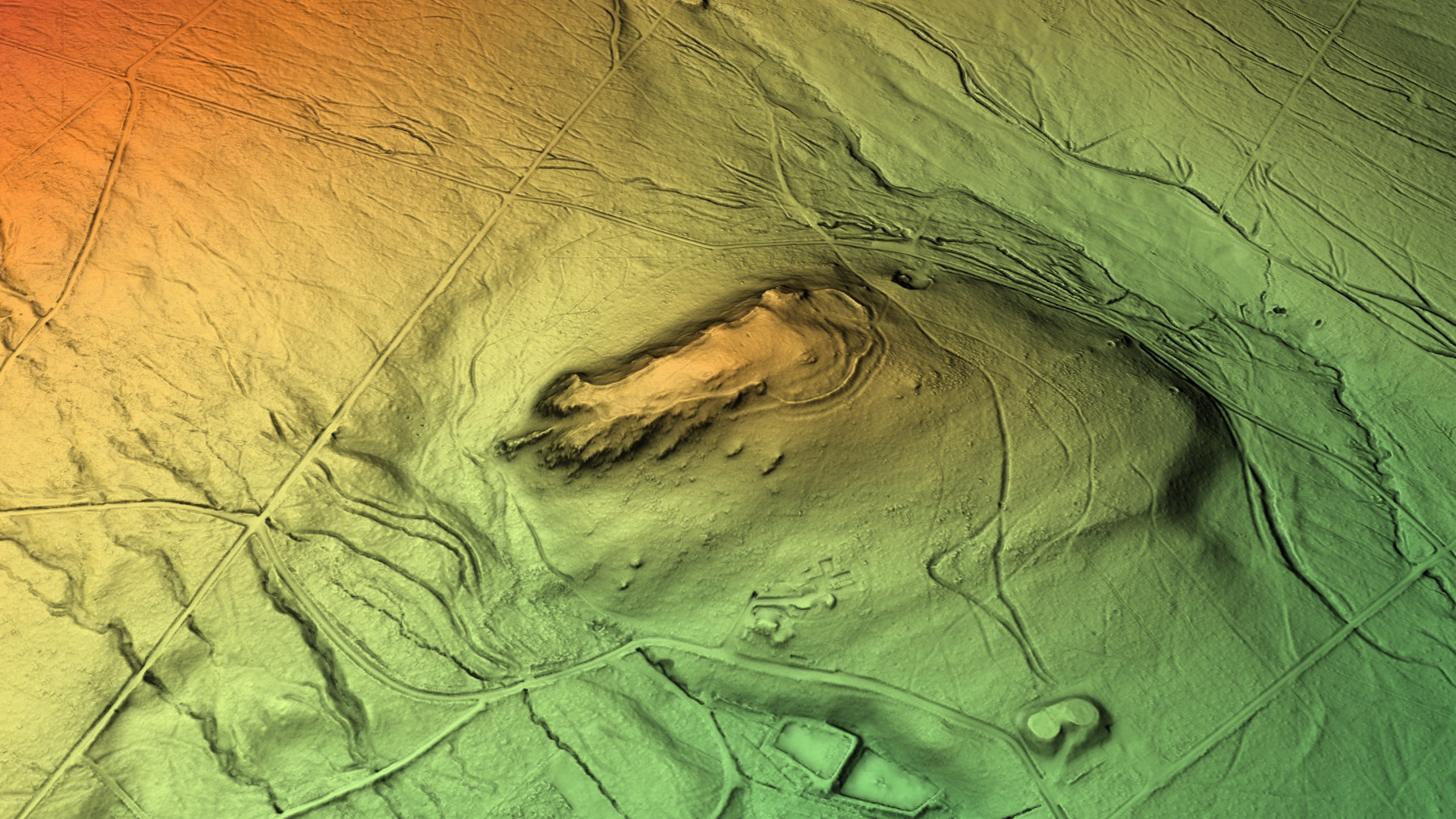
Digitales Reliefbild des Hünerberg

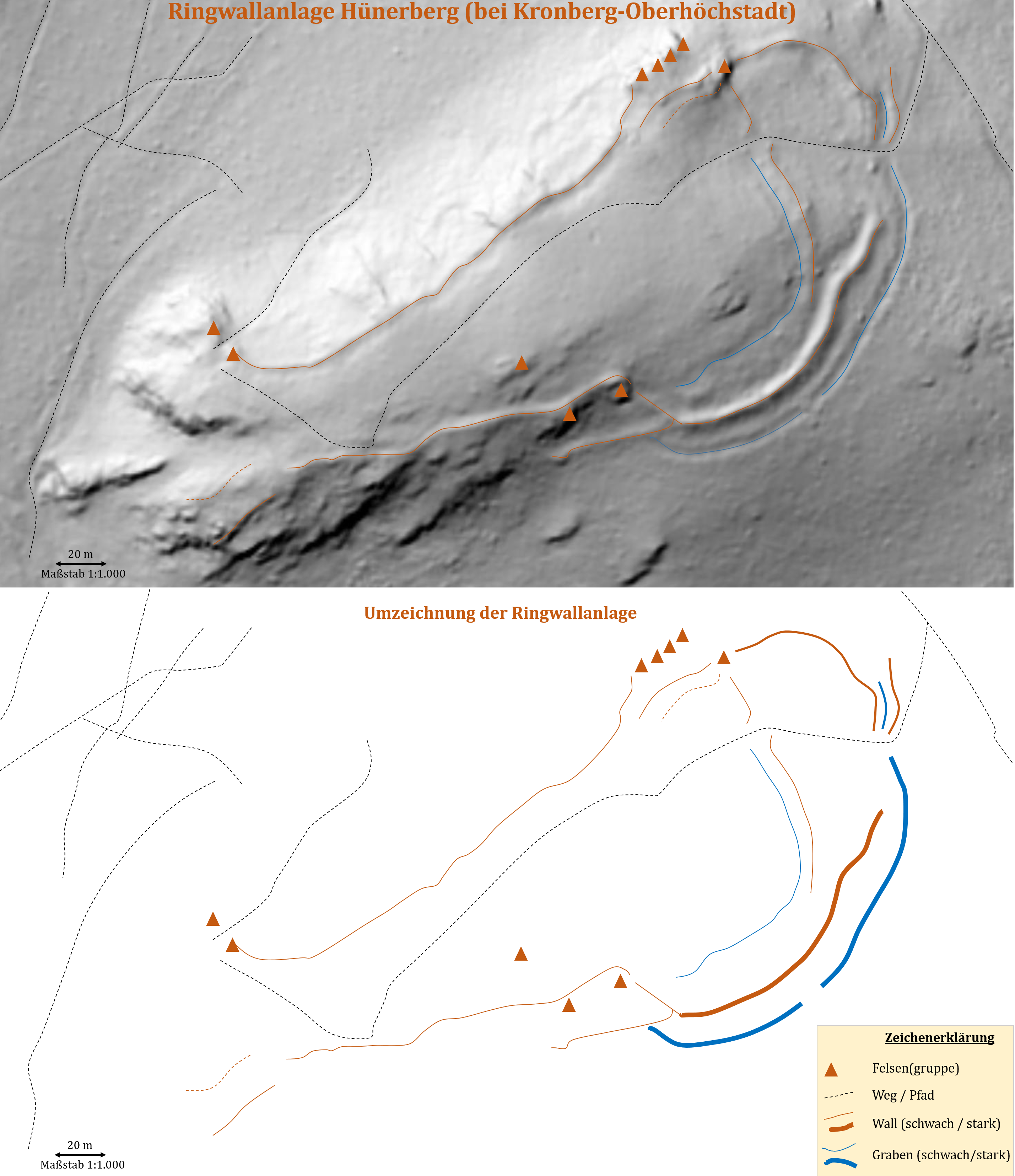
Relief und Umzeichnung der Ringwallanlage

Auf dem felsigen und isolierten Höhenrücken des bewaldeten Hünerbergs (früher auch Hünerburg, Hühnerberg, Hünerkopf oder Hühnerkopp genannt) mit seinen bis zu 30 m hohen Felsabstürzen findet sich die etwa 1,9 ha große (Innenmaße) und etwa 750 Meter Umfang messende Ringwallanlage Hünerberg. Die Form des Walls ist dabei den geologischen Formen angepasst. Natürliche Gegebenheiten, wie Felsen, sind in den Verlauf des Walls integriert. Er misst in seiner größten Ausdehnung eine Länge von 280 Meter bei Breiten von elf bis 35 Metern.
Im Westen wird durch die Anlage das felsige Bergplateau mit den steilen Felsabstürzen umschlossen. Der flachere Ostteil greift auf den Berghang aus. Der Ringwall ist im Ostteil, deutlich stärker ausgeprägt, was vermutlich mit dem hier aufgrund der geländespezifischen Gegebenheiten höheren Sicherungsbedarfs im Zusammenhang steht.
Im gesamten Westbereich finden sich die Spuren einer Trockenmauer, deren Stärke bei etwa 1,80 m lag. Die besonders im Nordbereich vorhandenen Felsen wurden dabei in die Mauer integriert. Diese Mauer ist heute nur noch schwach in ihren Grundzügen, teilweise als Wall, teilweise einfach als Geländeabsatz, erkennbar. Auffällig ist dabei die Verwendung von sehr großen Steinen.
Der stärkere Ausbau des Ostteils spiegelt sich in dem halbkreisförmig geführten Wall mit vorliegendem Graben wider. Er bindet im Norden und Süden an Felstürme an. Angeblich befand sich hier eine 6,40 m breite Trockenmauer mit Holzversteifungen. Im flacheren Osten finden sich auch noch die deutlich erkennbaren Spuren des Tores der Anlage. Der Graben stellt einen zwischen 5 m und 6 m breiten Sohlgraben dar. Dieser Graben verläuft je nach Geländebeschaffenheit unmittelbar am Wall oder mit bis zu 10 m Abstand.
Innerhalb der Anlage finden sich eine Reihe von Eisenschlacken, welche auf Metallverarbeitung hindeuten. Außerhalb der Anlage, etwa 50 m nordöstlich vom Tor entfernt, findet sich ein etwa 50 m durchmessender Steinbruch. Ob und wie dieser mit der Wallanlage in Verbindung steht, ist nicht bekannt.
Weiter im Nordosten finden sich eine Reihe von Gräben, deren Ursprung nicht bekannt ist. Das Naturdenkmal Hauburgstein findet sich rund 250 m östlich des Ringwalls.
Die Anlage ist heute durch den Wanderweg Schwarzer Punkt des Taunusklubs erschlossen.

## Geschichte

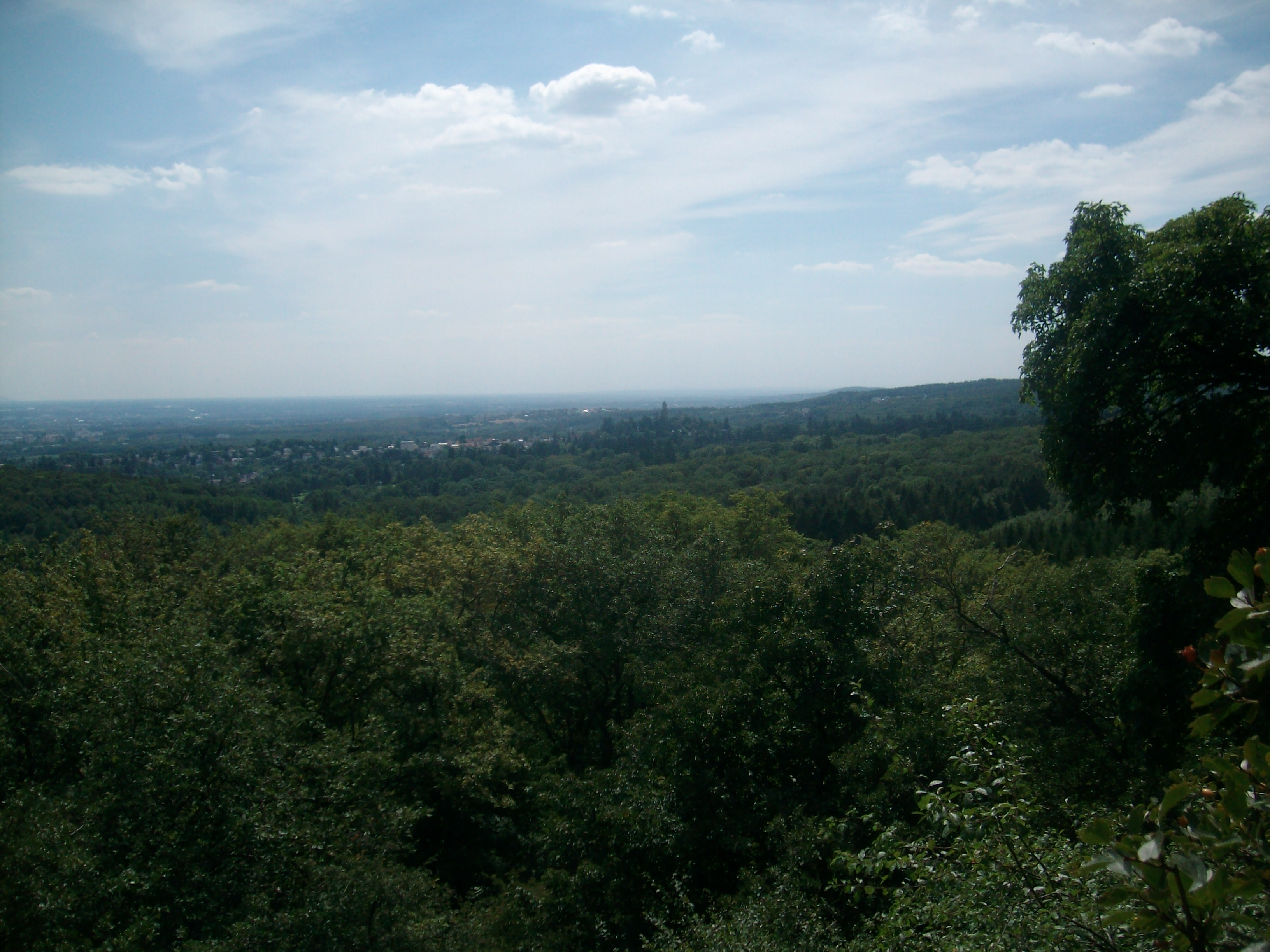
Ausblick vom Hünerberg auf die Rhein-Main-Ebene

Über die Funktion und Nutzung der Anlage ist nur wenig bekannt. Sicher ist, dass die Anlage keinen vorgeschichtlichen Hintergrund hat, auch wenn eine Vielzahl von Funden die Anwesenheit von Menschen der Urnenfelderkultur, der Hallstattkultur und der Römischen Zeit auf dem Hünerberg bezeugen. Besiedelt war der Berg zu diesen Zeiten allerdings nicht.
Die Anlage an sich ist wahrscheinlich fränkischen Ursprungs. Ihr Bestehen zur karolingischen Epoche gilt durch entsprechende Funde als erwiesen.
Es handelte sich auf jeden Fall nicht um eine Fluchtburg. Vielmehr war die Anlage ständig bewohnt. Sie beherrschte wahrscheinlich das Vorland mit Königsgut in der Umgebung von Oberhöchstadt. Zudem wurde vermutlich von hier aus die durch den Taunus von Frankfurt nach Waldems-Esch führende Straße überwacht und gesichert.
Von Karl August von Cohausen im Jahr 1886 und Christian Ludwig Thomas in den Jahren 1909/10 durchgeführte Grabungen konnten nur die Grundzüge der Befestigung klären. Im Zuge dieser Grabungen wurde allerdings geklärt, dass es sich nicht um eine vorgeschichtliche Befestigung handelt.

## Gilboa Tempel

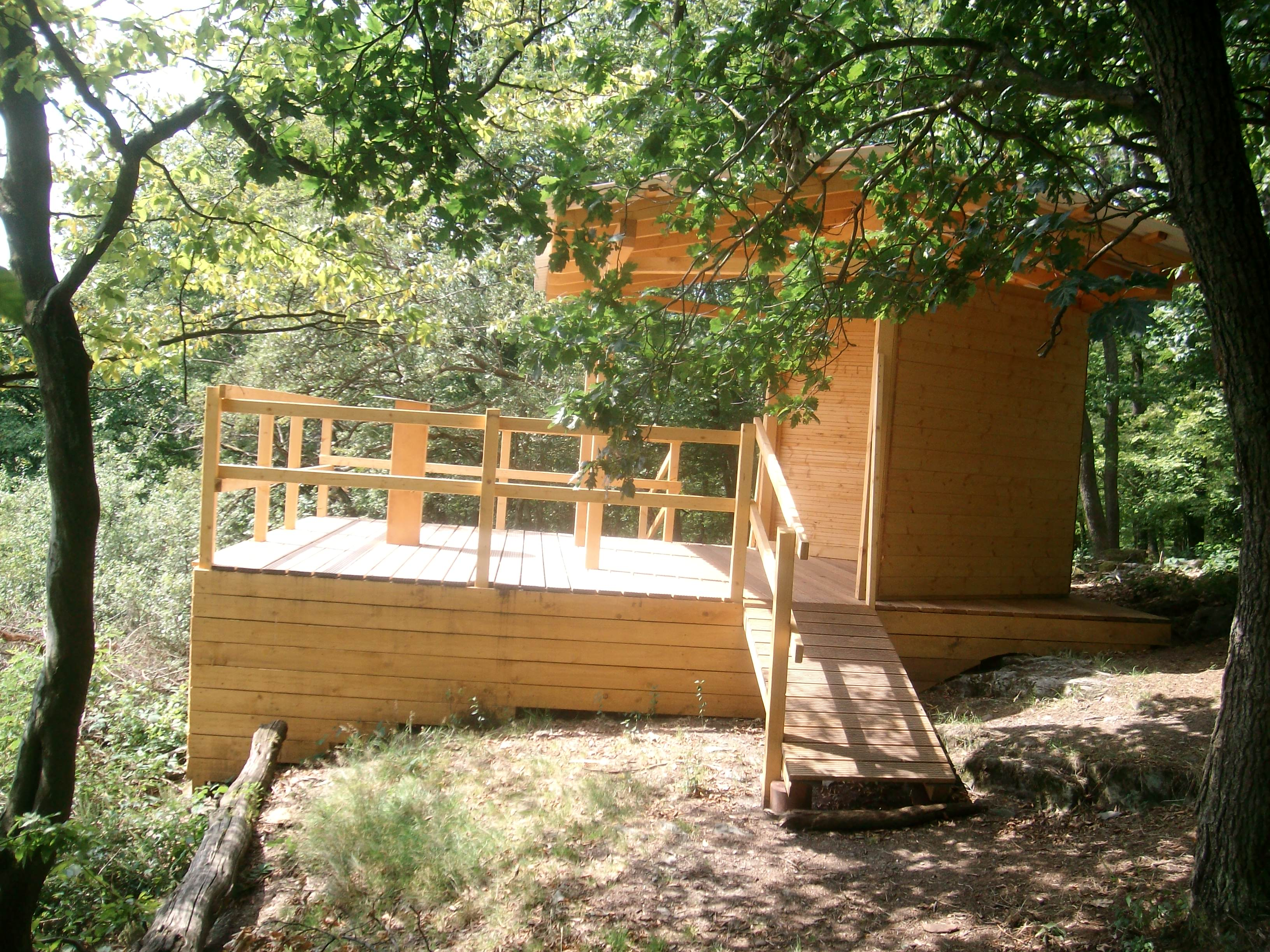
Der Gilboa Tempel im Südwestbereich der Anlage

Im Südwesten des Areals wurde 2010 der sogenannte Gilboa Tempel eingeweiht, anlässlich des zwanzigsten Jahrestags der freundschaftlichen Partnerschaft zwischen dem Hochtaunuskreis und dem Landkreis Gilboa in Israel. Von hier aus bietet sich ein hervorragender Blick auf die Rhein-Main-Ebene.

## Galerie

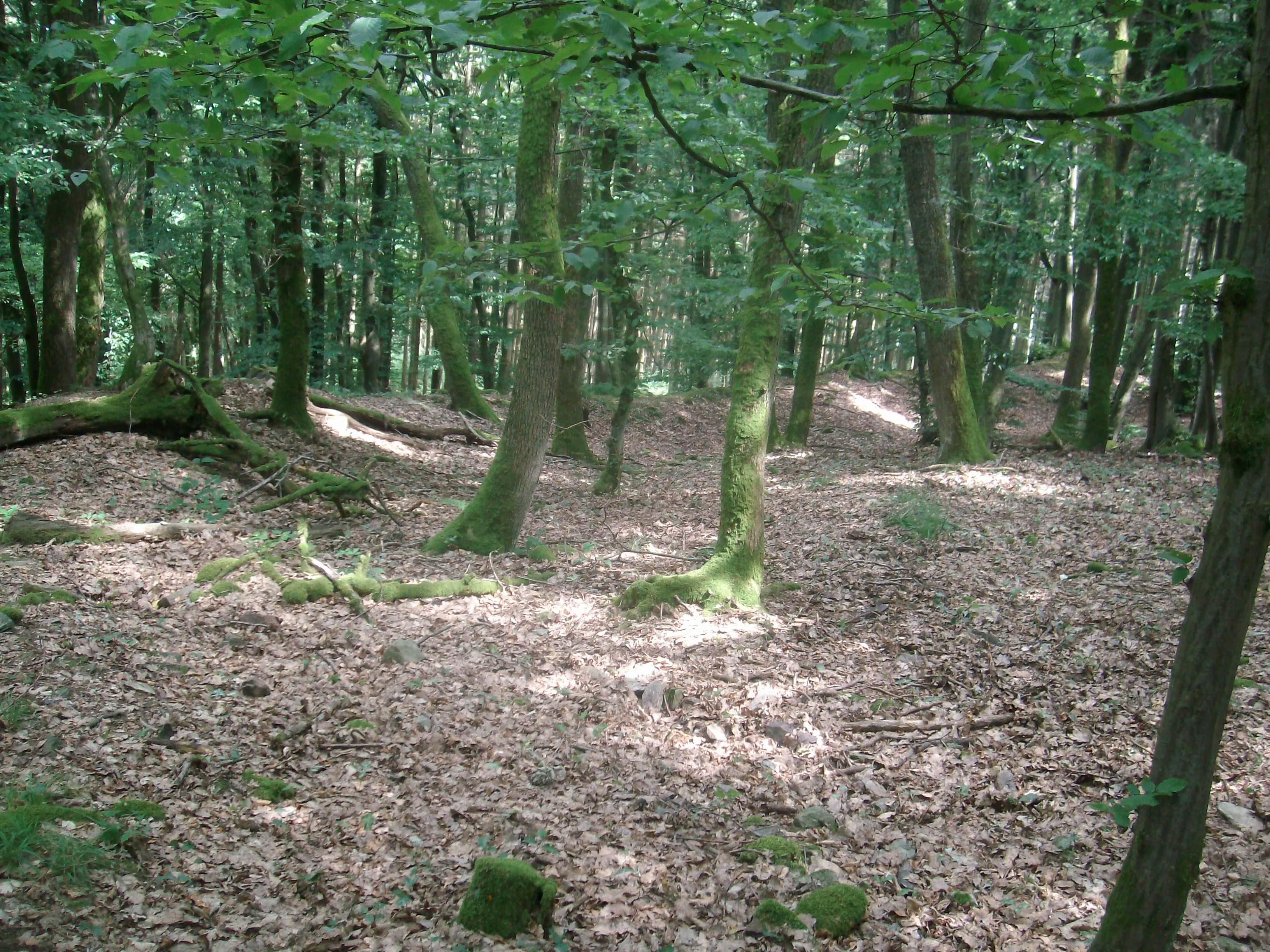
Der stärker ausgeprägte Nordostwall der Anlage
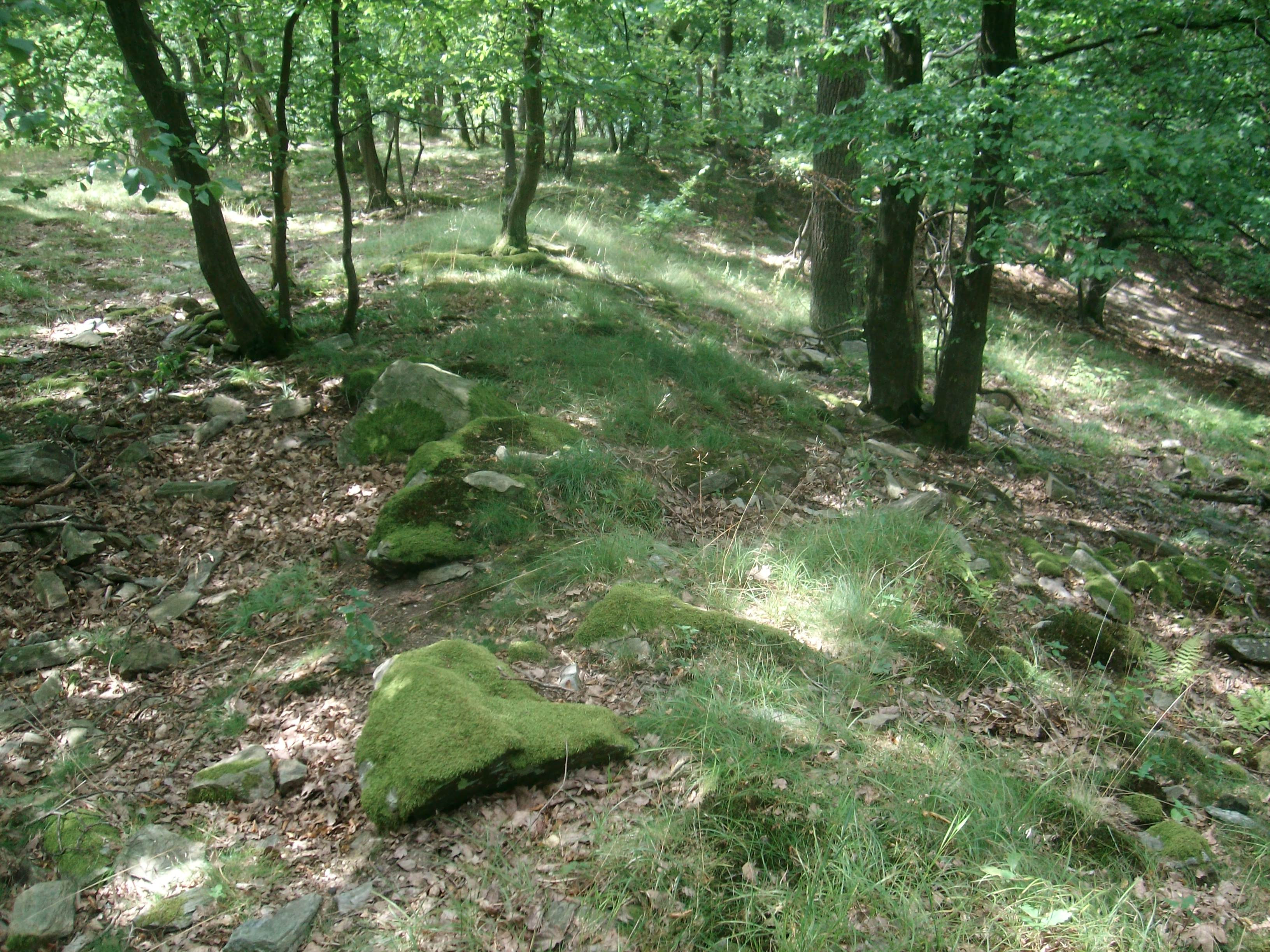
Überreste der Trockenmauer im Westbereich
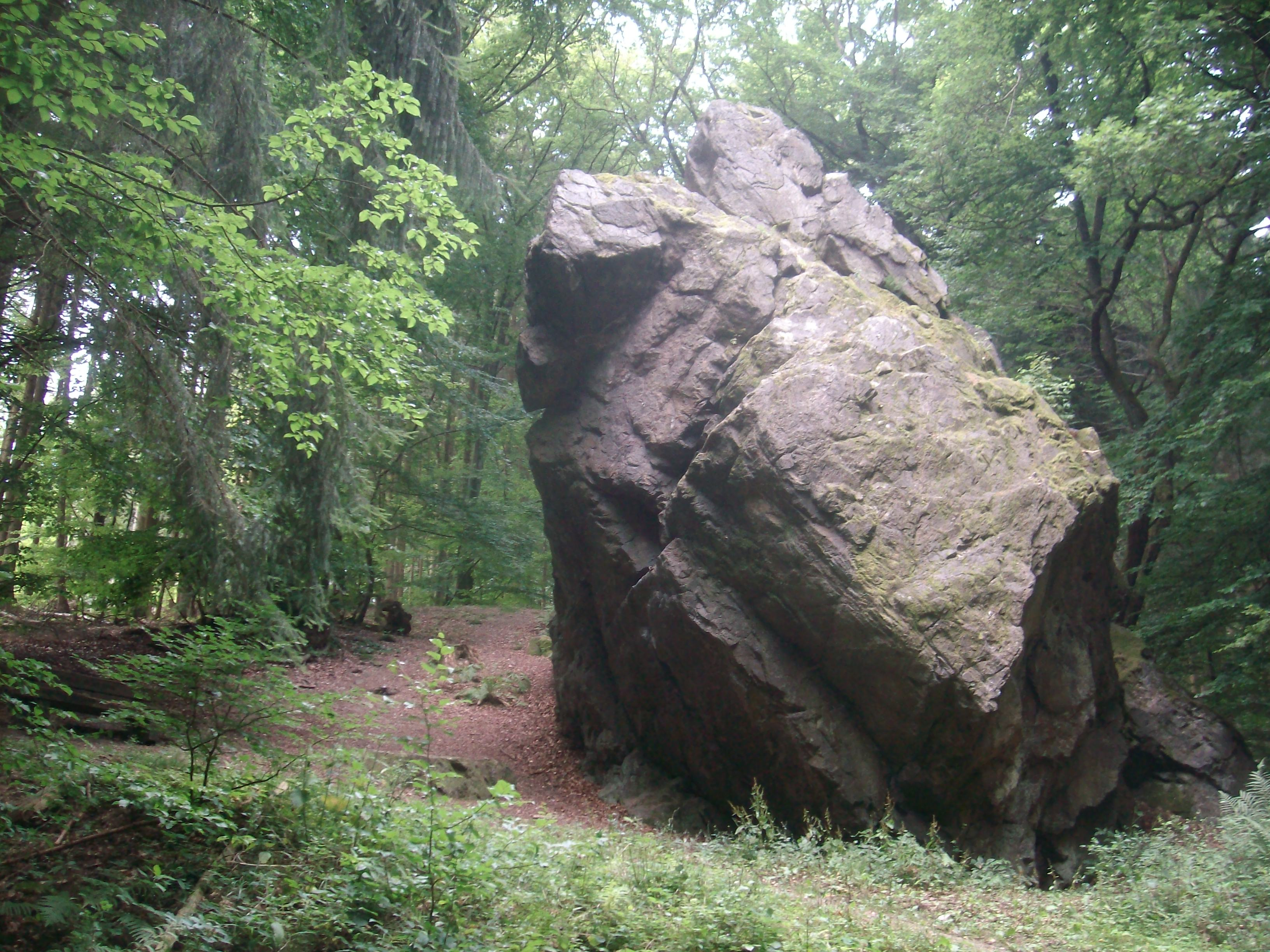
Der nahe Hauburgstein an der alten Feldbergstraße

## Denkmalschutz
Der Bereich der Wallanlage ist ein Bodendenkmal nach dem Hessischen Denkmalschutzgesetz. Nachforschungen und gezieltes Sammeln von Funden sind genehmigungspflichtig, Zufallsfunde an die Denkmalbehörden zu melden.